# Bystřice (Svratka)
Die Bystřice ist ein rechter Nebenfluss der Svratka in Tschechien.

## Verlauf
Die Bystřice entspringt südlich von Koníkov und Roženecké Paseky am Fuße des Kamenec (780 m) in den Saarer Bergen. Der Bach fließt anfänglich durch die Wälder des Landschaftsschutzgebietes Žďárské vrchy nach Südosten. Er wird dann bei Lísek im Skalský rybník und bei Bohuňov im Domaninský rybník angestaut. Bis Domanínek ist das Tal der Bystřice weitgehend unbesiedelt.
Auf ihrem Mittellauf durchfließt die Bystřice mit östlicher Richtung das Stadtgebiet von Bystřice nad Pernštejnem.
Unterhalb der Stadt nimmt die Bystřice nordöstliche Richtung. Der Bachlauf führt auf dem Unterlauf in einem engen tiefen Tal mit zahlreichen Biegungen und Schleifen vorbei an Dvořiště, der Burgruine Aueršperk, Jitřenka durch die Nedvědická vrchovina. Im untersten Talabschnitt der Bystřice erstreckt am östlichen Fuß der Přední skála (716 m) das Dorf Hrdá Ves. Nach 26,2 km mündet der Bach in Vír an der Brücke der Staatsstraße II/388 – unterhalb der Talsperre Vír I – in die Svratka.

## Zuflüsse
- Lísečký potok (l), bei Vojtěchov
- Vojtěchovský potok (r), Skalský Dvůr
- Skalský potok (l), im Skalský rybník
- Bohuňovský potok (l), im Domaninský rybník
- Domaninský potok (l), bei Domanínek
- Věchnovský potok (r), in Bystřice nad Pernštejnem
- Ždánický potok (l), in Bystřice nad Pernštejnem
- Končinský potok (l), bei Jitřenka